# 1930-as Grand Prix-szezon
Az 1930-as Grand Prix-szezon volt a Grand Prix-versenyzés huszonharmadik szezonja. A verseny három Grandes Épreuves-versenyből állt, amelyet Billy Arnold, Louis Chiron és Philippe Étancelin nyert meg. A többi versenyt is figyelembe véve a legsikeresebb versenyzők Étancelin és Achille Varzi voltak.

## Versenyek

### Grandes Épreuves
| Verseny               | Helyszín     | Időpont        | Győztes versenyző  | Győztes konstruktőr | Összefoglaló |
| --------------------- | ------------ | -------------- | ------------------ | ------------------- | ------------ |
| indianapolisi 500     | Indianapolis | Május 30.      | Billy Arnold       | Miller-Hartz        | Összefoglaló |
| belga/európai nagydíj | Spa          | Július 20.     | Louis Chiron       | Bugatti             | Összefoglaló |
| francia nagydíj       | Pau          | Szeptember 21. | Philippe Étancelin | Bugatti             | Összefoglaló |

### Egyéb versenyek
| Verseny                   | Helyszín      | Időpont        | Győztes versenyző           | Győztes konstruktőr | Összefoglaló |
| ------------------------- | ------------- | -------------- | --------------------------- | ------------------- | ------------ |
| Esterel Plage-nagydíj     | Saint-Raphaël | Március 2.     | René Dreyfus                | Bugatti             | Összefoglaló |
| tripoli nagydíj           | Tripoli       | Március 23.    | Baconin Borzacchini         | Maserati            | Összefoglaló |
| monacói nagydíj           | Monte Carlo   | Április 6.     | René Dreyfus                | Bugatti             | Összefoglaló |
| alessandriai nagydíj      | Bordino       | Április 20.    | Achille Varzi               | Alfa Romeo          | Összefoglaló |
| oráni nagydíj             | Arcole        | Április 27.    | Jean de Maleplane           | Bugatti             | Összefoglaló |
| Targa Florio              | Madonie       | Május 4.       | Achille Varzi               | Alfa Romeo          | Összefoglaló |
| Picardy nagydíj           | Péronne       | Május 18.      | Max Fourny                  | Bugatti             | Összefoglaló |
| római nagydíj             | Tre Fontane   | Május 25.      | Luigi Arcangeli             | Maserati            | Összefoglaló |
| Grand Prix des Frontières | Chimay        | Június 9.      | Georges de Marotte          | Salmson             | Összefoglaló |
| lyoni nagydíj             | Quincieux     | Június 15.     | Louis Chiron                | Bugatti             | Összefoglaló |
| Marne nagydíj             | Reims         | Június 29.     | René Dreyfus                | Bugatti             | Összefoglaló |
| Eifelrennen               | Nürburgring   | Július 20.     | Heinrich-Joachim von Morgen | Bugatti             | Összefoglaló |
| Dieppe-i nagydíj          | Dieppe        | Július 20.     | Marcel Lehoux               | Bugatti             | Összefoglaló |
| Coppa Ciano               | Montenero     | Augusztus 3.   | Luigi Fagioli               | Maserati            | Összefoglaló |
| Dauphiné-nagydíj          | Grenoble      | Augusztus 10.  | Philippe Étancelin          | Bugatti             | Összefoglaló |
| Coppa Acerbo              | Pescara       | Augusztus 17.  | Achille Varzi               | Maserati            | Összefoglaló |
| Comminges nagydíj         | Saint-Gaudens | Augusztus 17.  | François Miquel             | Bugatti             | Összefoglaló |
| monzai nagydíj            | Monza         | Szeptember 7.  | Achille Varzi               | Maserati            | Összefoglaló |
| lvivi nagydíj             | Lviv          | Szeptember 8.  | Henryk Liefeldt             | Austro Daimler      | Összefoglaló |
| Masaryk nagydíj           | Brno          | Szeptember 28. | Hermann herceg              | Bugatti             | Összefoglaló |
| San Sebastián-i nagydíj   | Lasarte       | Október 5.     | Achille Varzi               | Maserati            | Összefoglaló |